# Jimram
Jimram je neobvyklé mužské jméno, rozšířené v českých zemích zejména ve středověku.
Do dnešního kalendáře zařazen není, svátek by se měl slavit 22. září.

## Původ jména
Jimram je českou variantou jména Emmeram, což je polatinštěná varianta germánského (Althochdeutsch) jména Heimerean, které má dva významy. Buď je odvozeno od slova Heim, domov, druhým významem je havran.

## Křestní a místní jméno
- Svatý Emmeram z Řezna, biskup a mučedník ze 7. století
- syn svatého Prokopa
- Jméno bylo rozšířeno u rodu pánů z Boskovic a pánů z Pernštejna
- Podle svého zakladatele je nazvána obec Jimramov v okrese Žďár nas Sázavou.